# Мпонгве
Мпонгве — народ, принадлежащий к группе банту. Проживают в Габоне (среднее и нижнее течение реки Огове) и пограничных районах Экваториальной Гвинеи. Численность вместе с родственными народами орунгу, аджумба, галоа, нкоми, эненге и другими составляет 190 тыс. человек, в том числе 185 тыс. человек в Габоне.
Большинство из них говорит на языке мпонгве (возможно, диалект языка мьене).

## Религия
Часть мпонгве — католики, большинство сохраняет традиционные верования.